# Xã Bridgehampton, Michigan
Xã Bridgehampton (tiếng Anh: Bridgehampton Township) là một xã thuộc quận Sanilac, tiểu bang Michigan, Hoa Kỳ. Năm 2010, dân số của xã này là 854 người.